# Rødøy
Rødøy est une kommune côtière du Helgeland en Norvège. Elle est située dans le comté de Nordland.

## Description
La municipalité est située de part et d'autre du cercle polaire arctique. Rødøy comprend le continent autour du Melfjord, ainsi qu'un total de 986 îles dans l'archipel extérieur. À l'est, la commune s'étend jusqu'au glacier Svartisen.
Vågaholmen est le centre administratif de la municipalité de Rødøy.

## Localités
- Gjerøy (66° 37′ 00″ N, 13° 00′ 00″ E)
- Gjersvika
- Jektvika (66° 38′ 00″ N, 13° 18′ 00″ E)
- Kila (66° 42′ 00″ N, 13° 25′ 00″ E)
- Kilboghamn (66° 29′ 00″ N, 13° 13′ 00″ E)
- Melfjorden (66° 31′ 00″ N, 13° 41′ 00″ E)
- Myken (66° 45′ 00″ N, 12° 29′ 00″ E)
- Nordnesøya (66° 36′ 00″ N, 12° 39′ 00″ E)
- Nordværnes (66° 40′ 00″ N, 13° 15′ 00″ E)
- Oldervika
- Øresvika (66° 28′ 00″ N, 13° 14′ 00″ E)
- Rødøy (66° 39′ 00″ N, 13° 05′ 00″ E)
- Selsøya (66° 33′ 00″ N, 12° 51′ 00″ E)
- Selsøyvika
- Sørfjorden
- Vågaholmen

## Îles
- Gjerdøya (66° 36′ 48,9″ N, 12° 59′ 26,5″ E)
- Hestmannøy (66° 32′ 46,4″ N, 12° 50′ 32,2″ E)
- Myken (66° 46′ 04″ N, 12° 28′ 19″ E)
- Nesøya (66° 35′ 10″ N, 12° 40′ 35″ E)
- Rangsundøya (66° 35′ 01″ N, 13° 01′ 03″ E)
- Renga (66° 36′ 18″ N, 13° 06′ 51″ E)
- Rødøya (66° 40′ 01″ N, 13° 04′ 06″ E)
- Selsøyvik (66° 35′ 04″ N, 12° 59′ 10″ E)